# Reyeshogpan de Hidalgo
Reyeshogpan de Hidalgo är en ort i Mexiko.   Den ligger i kommunen Cuetzalan del Progreso och delstaten Puebla, i den sydöstra delen av landet, 180 km öster om huvudstaden Mexico City. Reyeshogpan de Hidalgo ligger 507 meter över havet och antalet invånare är 487.
Terrängen runt Reyeshogpan de Hidalgo är huvudsakligen kuperad, men åt nordost är den platt. Runt Reyeshogpan de Hidalgo är det tätbefolkat, med 383 invånare per kvadratkilometer. Närmaste större samhälle är Olintla, 19,1 km väster om Reyeshogpan de Hidalgo. I omgivningarna runt Reyeshogpan de Hidalgo växer huvudsakligen savannskog.